# Stefan Spirowski
Stefan Spirowski (mac. Стефан Спировски, ur. 23 sierpnia 1990 w Bitoli) – macedoński piłkarz grający na pozycji środkowego pomocnika. Od 2014 jest zawodnikiem klubu Beroe Stara Zagora.

## Kariera klubowa
Swoją karierę piłkarską Spirowski rozpoczął w klubie FK Pelister. W 2007 roku awansował do kadry pierwszego zespołu. W sezonie 2007/2008 zadebiutował w jego barwach w pierwszej lidze macedońskiej. W zespole Pelisteru występował do końca sezonu 2008/2009.
Latem 2009 Spirowski przeszedł do serbskiego klubu Borac Čačak. Swój debiut w nim zaliczył 20 marca 2010 w wygranym 1:0 wyjazdowym meczu z FK Jagodina i w debiucie zdobył gola. W sezonie 2011/2012 wystąpił z Boracem w przegranym 0:2 finale Pucharu Serbii z Crveną Zvezdą. W tym samym sezonie spadł z Boracem z Super Ligi do Prvej Ligi.
Latem 2012 Spirowski został wypożyczony do Rabotničkiego Skopje. Swój debiut w nim zanotował 2 września 2012 w przegranym 1:5 wyjazdowym meczu ze Shkëndiją Tetowo. W Rabotničkim spędził pół roku, po czym wrócił do Boraca.
W 2014 roku Spirowski przeszedł do Beroe Stara Zagora. Zadebiutował w nim 23 lutego 2014 w przegranym 0:3 wyjazdowym meczu z Liteksem Łowecz.
| Sezon   | Klub               | Kraj               | Rozgrywki  | Mecze | Bramki |
| ------- | ------------------ | ------------------ | ---------- | ----- | ------ |
| 2007/08 | Rabotnički Skopje  | Macedonia Północna | Prva Liga  | 3     | 0      |
| 2008/09 | Rabotnički Skopje  | Macedonia Północna | Prva Liga  | 24    | 1      |
| 2009/10 | Rabotnički Skopje  | Macedonia Północna | Prva Liga  | 15    | 1      |
| 2009/10 | FK Borac Čačak     | Serbia             | Super Liga | 12    | 1      |
| 2010/11 | FK Borac Čačak     | Serbia             | Super Liga | 17    | 0      |
| 2011/12 | FK Borac Čačak     | Serbia             | Super Liga | 15    | 0      |
| 2012/13 | Rabotnički Skopje  | Macedonia Północna | Prva Liga  | 9     | 1      |
| 2012/13 | FK Borac Čačak     | Serbia             | Prva Liga  | 7     | 1      |
| 2013/14 | FK Borac Čačak     | Serbia             | Prva Liga  | 2     | 0      |
| 2013/14 | Beroe Stara Zagora | Bułgaria           | A PFG      | 10    | 1      |

## Kariera reprezentacyjna
W reprezentacji Macedonii Spirowski zadebiutował 10 sierpnia 2011 w wygranym 1:0 towarzyskim meczu z Azerbejdżanem, rozegranym w Baku. W 68. minucie tego meczu zmienił Welicze Szumulikoskiego.